# Brachidontes exustus
Brachidontes exustus är en musselart som först beskrevs av Carl von Linné 1758.  Brachidontes exustus ingår i släktet Brachidontes och familjen blåmusslor. Inga underarter finns listade i Catalogue of Life.